# Салливан, Луис Генри
Луис Генри Салливан (англ. Louis Henry Sullivan; 3 сентября 1856 — 14 апреля 1924) — американский архитектор, первопроходец рационализма в архитектуре XX века, отец американского модернизма. Создатель одного из первых небоскрёбов и концепции органической архитектуры, один из самых видных представителей и идеолог Чикагской школы архитектуры, учитель Фрэнка Ллойда Райта. Ему принадлежит знаменитая формула: «форма в архитектуре следует функции».
Кавалер Золотой медали Американского института архитектуры (1944, посмертно).

## Биография
Мать Луиса, Андриен Лист, эмигрировала в Бостон из Женевы со своими родителями, братом и сестрой (Дженни, 1836 г.р., и Жюлем, 1841 г. р.). Отец — ирландец Патрик Салливан. Оба приехали в Соединенные Штаты в конце 1840-х годов.
Салливан родился в Бостоне. Он не получил законченного профессионального образования. Недолго изучал архитектуру в Массачусетском технологическом институте (1872—1873). Его главным учителем был Уильям Роберт Уэйр. Позднее Салливан уехал в Филадельфию, где работал в мастерской Фёрнесса. Из-за долгой депрессии работа у Фёрнесса закончилась, и Салливан поехал в Чикаго, попав в ситуацию строительного бума после Великого чикагского пожара. Там он работал вместе с Уильямом Ле Барон Дженни, а менее чем через год уехал в Париж. Во Франции Салливан посещал Школу изящных искусств (1874—1875).
После возвращения в США Салливан стал снова работать архитектором. В 1879 году поступил в фирму инженера Данкмара Адлера и через два года стал его компаньоном. Их фирма называлась Adler&Sullivan и под таким названием просуществовала до 1895 года. Салливан с Адлером прекрасно дополняли друг друга. Салливан выступал как проектировщик оформления интерьеров, а Адлер разрабатывал планы, занимался инженерными коммуникациями. После того, как коллеги разошлись, заказов у Салливана стало значительно меньше. Некоторую симпатию сохранил к нему старый клиент Дэвид Майер, который в 1898 году дал заказ на постройку торгового дома Schlessinger&Meyer Store, более известного как Carson Pirie. Это был последняя большая работа для Салливана, оказавшая значительное влияние на облик города.
Использование каркасной конструкции и скоростных лифтов позволило Салливану приступить к проектированию высотных (по тогдашним меркам) административных зданий. Каркасную систему стали впоследствии именовать «чикагской конструкцией». Отправной точкой его архитектурных экспериментов были произведения Ричардсона, в которых романтическая фантазия автора органично сочеталась со строгой функциональной логикой. Первое крупное произведение архитектурного бюро «Адлер и Салливан» в Чикаго — многофункциональное здание «Аудиториум» (1886—1889), сохранившее в обработке фасадов характерные черты неороманского стиля. На рубеже XX века Салливан первым разработал концепцию высотного здания, стремясь «использовать новые пропорции и ритмику, продиктованные ячеистой структурой конторского здания» (БСЭ). Он изложил свои взгляды в статье «Высотное конторское здание с художественной точки зрения» (1896). Начиная с 1908 года работал в тандеме с Джорджем Грантом Элмсли («дома прерий» и «алмазные шкатулки»). Однако в 1918 году объявил о своём банкротстве и закончил жизнь в бедности. Он умер в гостиничном номере в Чикаго 14 апреля 1924 года.
- Уэйнрайт-билдинг в Сент-Луисе. 1890—1891
- Аудиториум. 1886—1889. Чикаго. Архитектурное бюро «Адлер и Салливан»
- Особняк Г. К. Брэдли. Висконсин. Столовая. 1910
- Union Trust Company Building. Адлер и Салливан. Чикаго. 1893
- Bayard-Condict Building. Нью-Йорк. 1897—1899
- Доходный дом в Буффало, штат Нью-Йорк. 1896
- Здание Фондовой биржи в Чикаго. Адлер и Салливан. 1893-1894
- Русская православная церковь в Чикаго. 1903